# Axel Härstedt
Axel Härstedt (Täby, 28. veljače 1987. - ) je švedski atletičar i bacač diska i kugle, član atletskog kluba Mäalmo Al. Za Švedsku je nastupio na Svjetskom prvenstvu u atletici 2015. u Pekingu u bacanju diska, bez plasiranja u završnicu natjecanja, bacivši u kvalifikacijama 60,52 metra i osvojivši 23. mjesto.